# Биянка
Бия́нка — село в Ашинском районе Челябинской области России. Административный центр и единственный населённый пункт Биянского сельского поселения.
Село основано в 1790-92 гг. заводчицей И. И. Бекетовой и заселено крепостными крестьянами, вывезенными из Калужской губернии.

## География
Расположено в северной части района, на берегу рек Нижней Биянки и Казаязовки. Расстояние до районного центра Аши 65 км.

## Население
| 2002 | 2010 | 2011 | 2012 | 2013 | 2014 | 2015 |
| ---- | ---- | ---- | ---- | ---- | ---- | ---- |
| 281  | ↘211 | →211 | ↘201 | ↘195 | ↘174 | ↗179 |
| 2016 | 2017 | 2018 | 2019 | 2020 | 2021 |      |
| ↘173 | ↘167 | ↘163 | ↘148 | ↘140 | ↘117 |      |

(в 1926 — 1254, в 1970 — 955, в 1983 — 494, в 1995 — 400)
По данным Всероссийской переписи, в 2010 году численность населения села составляла 211 человек (96 мужчин и 115 женщин).

## Инфраструктура
- Общеобразовательная школа — филиал средней школы № 3 города Аши[14].
- Фельдшерско-акушерский пункт.
- Библиотека-музей (с 2001), В 2002 г.  присвоен статус Павленковской библиотеки.

## Улицы
- Вокзальная,
- Гузакова,
- Зеленая,
- Казаязовская,
- Кирова,
- Козловская,
- Красноармейская,
- Матросова,
- Октябрьская,
- Первомайская,
- Советская.

## ссылки
- фильм о селе Биянка - Ашинского района Челябинской области. ТВ Аша